# Ida von Sachsen-Meiningen

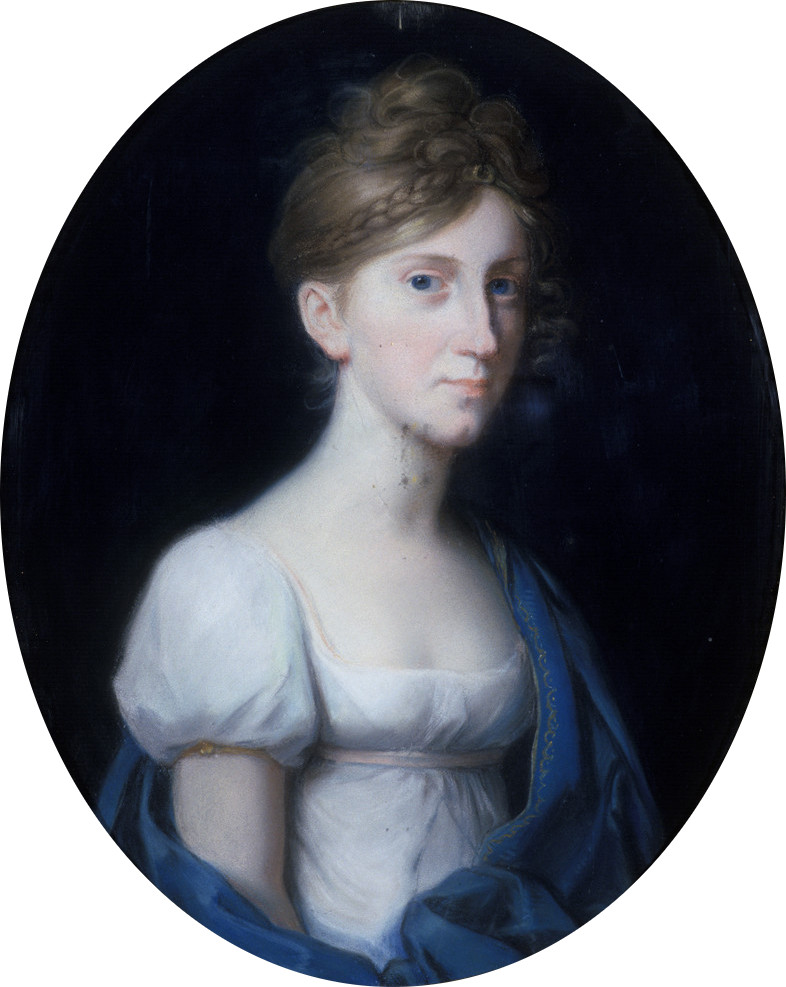
Prinzessin Ida von Sachsen-Meiningen, Gemälde von Johann Heinrich Schröder, 1808

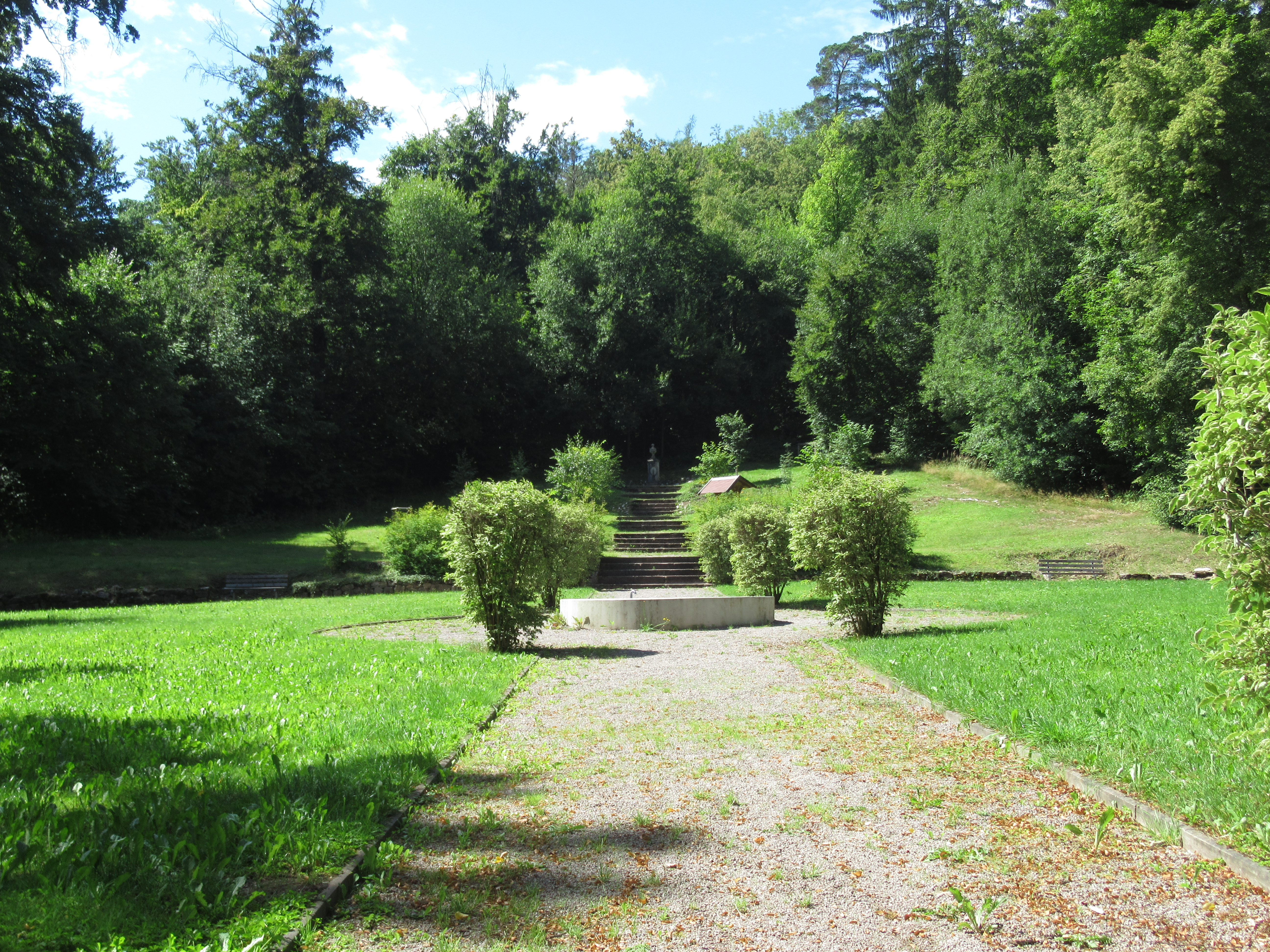
Ida-Platz in Schalkau, mit Denkmal (ganz oben)

Ida Caroline von Sachsen-Meiningen (* 25. Juni 1794 in Meiningen; † 4. April 1852 in Weimar) war eine Prinzessin von Sachsen-Meiningen und durch Heirat Prinzessin von Sachsen-Weimar-Eisenach.

## Leben
Ida Caroline war die zweite Tochter des Herzogs Georg I. von Sachsen-Meiningen (1761–1803) aus dessen Ehe mit Luise Eleonore (1763–1837), Tochter des Fürsten Christian Albrecht von Hohenlohe-Langenburg. Damit entstammte sie dem Haus Sachsen-Meiningen. Idas ältere Schwester Adelheid wurde später britische Königin. Ihr jüngerer Bruder Bernhard seit 1803 Herzog von Sachsen-Meiningen. Zu ihren Geschwistern hatte Ida zeit ihres Lebens ein sehr enges Verhältnis.
Ida und ihre Schwester wurden christlich-humanitär durch den Hofgeistlichen Georg Karl Friedrich Emmrich, unter der Aufsicht ihres Vaters, später der Mutter, erzogen. Gemeinsam mit ihrer Mutter und ihrer Schwester machte sie sich  in den Kriegsjahren 1814/15 um die Soldatenversorgung verdient.
Sie heiratete am 30. Mai 1816 in Weimar Prinz Karl Bernhard von Sachsen-Weimar-Eisenach (1792–1862), der als General in den Niederlanden diente und dem sie in den darauffolgenden Jahren an seine verschiedenen Garnisonsorte folgte. Die Sommer verbrachte sie allerdings in Liebenstein und auf Schloss Altenstein. In Altenstein verlebte sie auch die Zeit, in der ihr Mann seine Nordamerikareise unternahm. 1830 nahm sie gemeinsam mit ihren Kindern an der Krönung ihres Schwagers Wilhelm IV. in London teil. 1836 bezog Ida das Fürstenhaus in Liebenstein als ständigen Sommeraufenthaltsort.
Wegen ihrer Volkstümlichkeit und karitativen Tätigkeit war Ida in der Bevölkerung sehr beliebt.

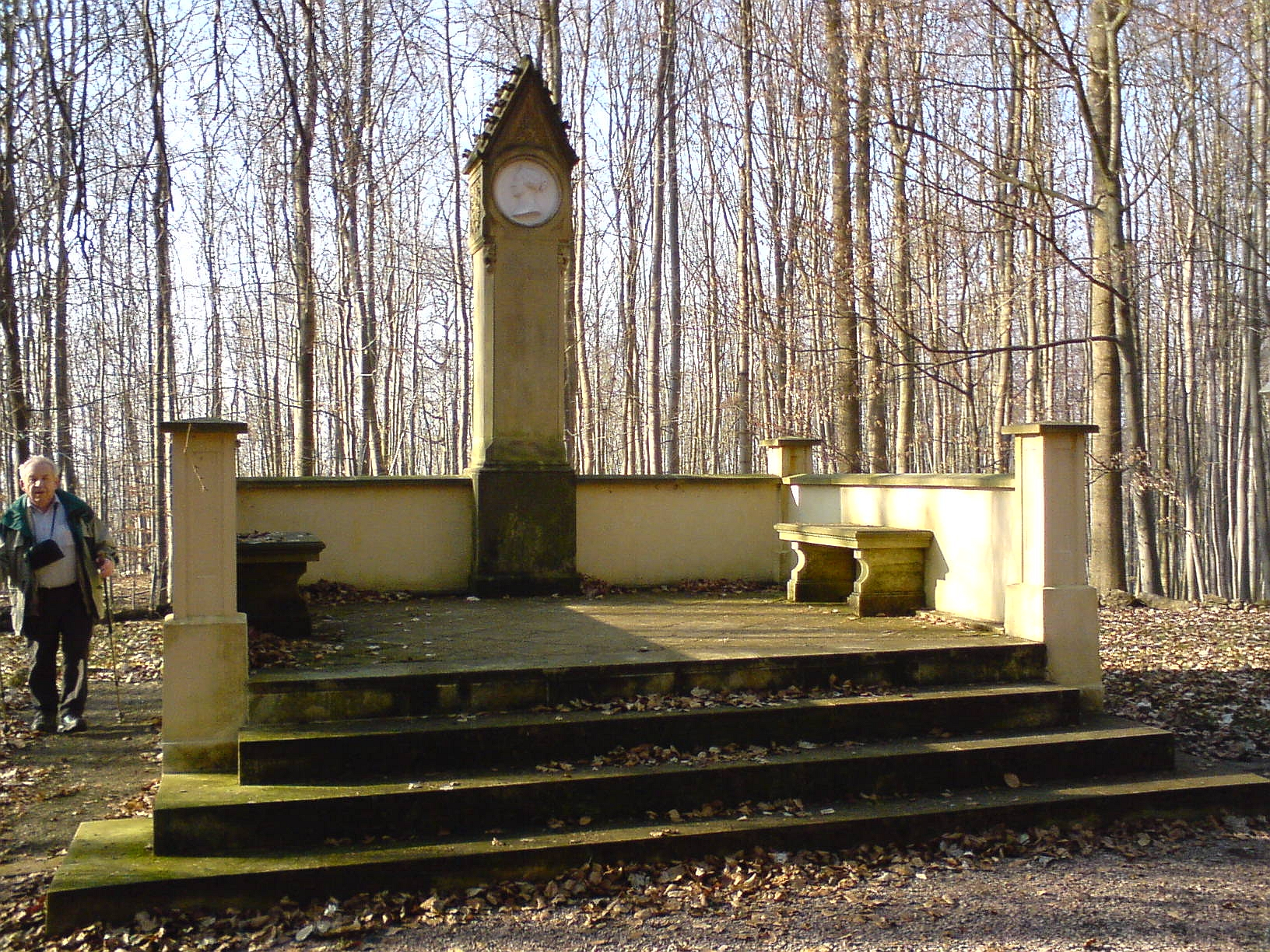
Ida-Denkmal unterhalb der Burgruine Liebenstein

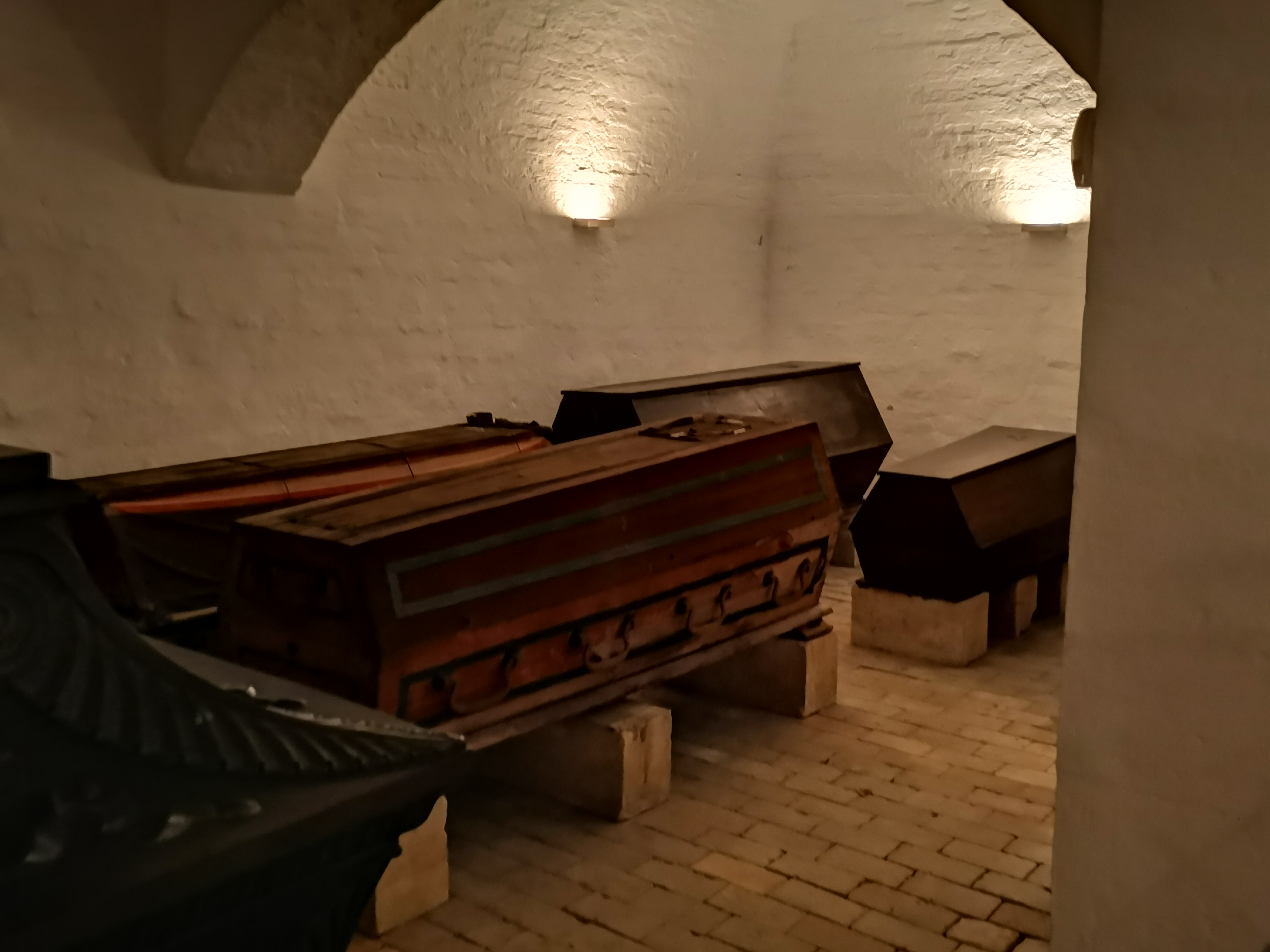
Särge von Ida (vorn links) und ihrem Gemahl Karl Bernhard (vorn rechts)

Sie starb an einer Lungenentzündung. Ihre letzten Worte lauteten: „Diese Nacht aber hoffe ich gut zu schlafen“. Sie wurde in der Weimarer Fürstengruft bestattet.
Ihr Bruder errichtete ihr 1854 unterhalb der Burgruine Liebenstein das so genannte Ida-Denkmal, welches 2004 aufwändig saniert wurde. Ein anderes Denkmal für sie befindet sich am Ida-Platz der Schützengesellschaft, unterhalb der Burg Schaumberg in Schalkau. Diesen stiftete ihr Vater anlässlich ihrer Geburt.

## Nachkommen
Aus ihrer Ehe hatte Ida folgende Kinder:
- Luise (1817–1832)
- Wilhelm (1819–1839)
- Amalie (*/† 1822)
- Eduard (1823–1902)

⚭ 1851 Lady Augusta Gordon-Lennox (1827–1904), „Gräfin von Dornburg“
- Herrmann (1825–1901)

⚭ 1851 Prinzessin Auguste von Württemberg (1826–1898)
- Gustav (1827–1892)

⚭ 1870 Pierina Marocchia di Marcaini (1845–1879), „Freiin von Neiperg“
- Anna (1828–1864)
- Amalia (1830–1872)

⚭ 1853 Prinz Heinrich der Niederlande (1820–1879)